# Susanne Andersen
Susanne Andersen (født 23. juli 1998 i Stavanger) er en cykelrytter fra Norge, der kører for Uno-X Mobility.